# Палаццо Грациоли
Пала́ццо Грацио́ли (итал. Palazzo Grazioli) — палаццо (городской дворец) в Риме, расположенный между Палаццо Дориа-Памфили и Палаццо Альтьери, в районе Кампо Марцио. Дворец был построен архитектором Джакомо делла Порта в 16 веке для семьи Эрколани.
С 1995 по 2020 годы бельэтаж дворца арендовал Сильвио Берлускони, сделав его своей основной резиденцией с 2013 года.

## История
Самые старые источники указывают на дворец семьи Эрколани на этом месте, который был построен Джакомо делла Порта в 16 веке.
Впоследствии семья Алессандро Готтифреди, генерала Общества Иисуса, которая поселилась там, провела радикальную реставрацию, под руководством Камилло Аркуччи, архитектора римского барокко, в период с 1645 по 1650 год.
В начале 19 века дворец был резиденцией графа Кевенхюллера, посла Австрии, когда из-за Пресбургского мирного договора он был вынужден уступить Палаццо Венеция, свою прежнюю резиденцию, кардиналу Фешу, дяде и министру Наполеона I, императора Франции и короля Италии.
Во дворце также проживала инфанта Испании герцогиня Луккская, Мария Луиза Бурбон-Испанская, которая умерла здесь в 1824 году.

Затем его купил командор Винченцо Грациоли, позже барон Кастельпорциано и герцог Санта-Кроче-ди-Мальяно. В 1863 году реставрация была поручена Антонио Сарти, который в ходе длительных работ, завершённых в 1874 году, добавил корпус, выходящий на площадь Грациоли.

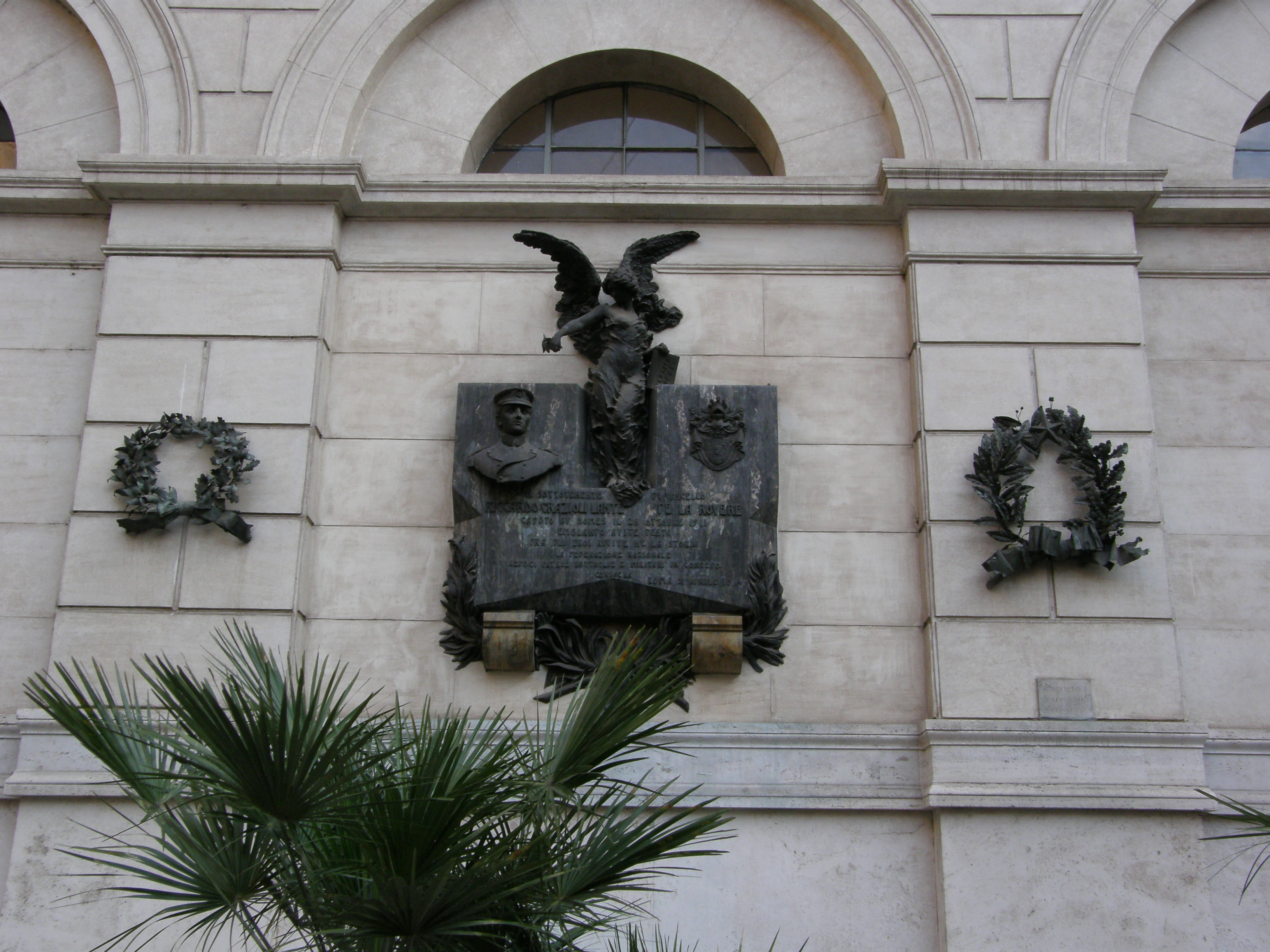
Мемориальная доска в память о Риккардо Грациоли Ланте делла Ровере.

Начиная с 1995 года, бельэтаж здания был сдан в аренду владельцем Джулио Грациоли Ланте делла Ровере Сильвио Берлускони.
С сентября 2013 года Берлускони сделал Палаццо Грациоли своей главной резиденцией. Договор аренды был расторгнут через 25 лет, начиная с 31 декабря 2020 года, когда Берлускони решил переехать в принадлежащую ему виллу на Аппиевой дороге, купленную более чем за 3 миллиона евро в 2001 году, а затем сданную в аренду в свободное пользование режиссёру Франко Дзеффирелли, вплоть до его смерти в 2019 году.
Подвал Палаццо также был штаб-квартирой RED TV (первоначально Nobody TV, цифрового телеканала под председательством Массимо Д'Алема ) с 2008 по 2011 год. После банкротства вещательной компании подвал также арендовал Сильвио Берлускони.
На стене палаццо, обращённой в сторону площади Грациоли, установлена мемориальная доска с портретом. Она увековечивает подвиг лейтенанта Риккардо Грациоли Ланте делла Ровере, обладателя Золотой медали за воинскую доблесть, павшего в Хомсе (ныне Аль-Хумс), Ливия, 28 октября 1911 года во время итало-турецкой войны.

## Архитектура
Фасад здания, выходящий на Виа дель Плебишито, украшен пилястрами с капителями, в центре которых изображены львиные головы, мотив, напоминающий геральдический герб семьи Готтифреди. В центре фасада открывается величественный портал, увенчанный большой головой льва и окружённый двумя дорическими колоннами из серого гранита, которые поддерживают балкон балюстрады, на котором открывается окно с арочным тимпаном с мозаичным гербом семьи Грациоли.
Современный облик дворца ─ результат многочисленных модификаций и реставраций, проведённых различными знатными римскими семьями, которые жили здесь на протяжении веков.